# Додик, Милорад
Милора́д До́дик (серб. Милорад Додик / Milorad Dodik; род. 12 марта 1959, Баня-Лука, СР Босния и Герцеговина, СФРЮ) — сербско-боснийский государственный и политический деятель, президент Республики Сербской Боснии и Герцеговины с 15 ноября 2010 по 19 ноября 2018 года, с 28 октября 2022 года; в 1998—2001 и 2006—2010 годах был премьер-министром РС. Руководитель Союза независимых социал-демократов. На выборах 2018 года Додик был избран сербским членом президентства Боснии и Герцеговины, одержав победу над действующим президентом Младеном Иваничем. Почётный президент баскетбольного клуба «Партизан».

## Ранний период жизни

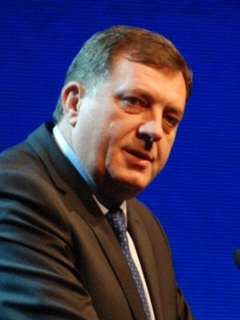
Додик в декабре 2010 года

Милорад Додик родился 12 марта 1959 года в городе Баня-Лука, родители — Боголюб и Мира Додик. Он жил в городе Лакташи, где посещал начальную школу. Там он играл в городской баскетбольной команде югославской любительской лиги. В 1978 году он окончил сельскохозяйственную среднюю школу в Баня-Луке, после чего поступил на факультет политических наук Белградского университета, который окончил в 1983 году.

## Политическая карьера

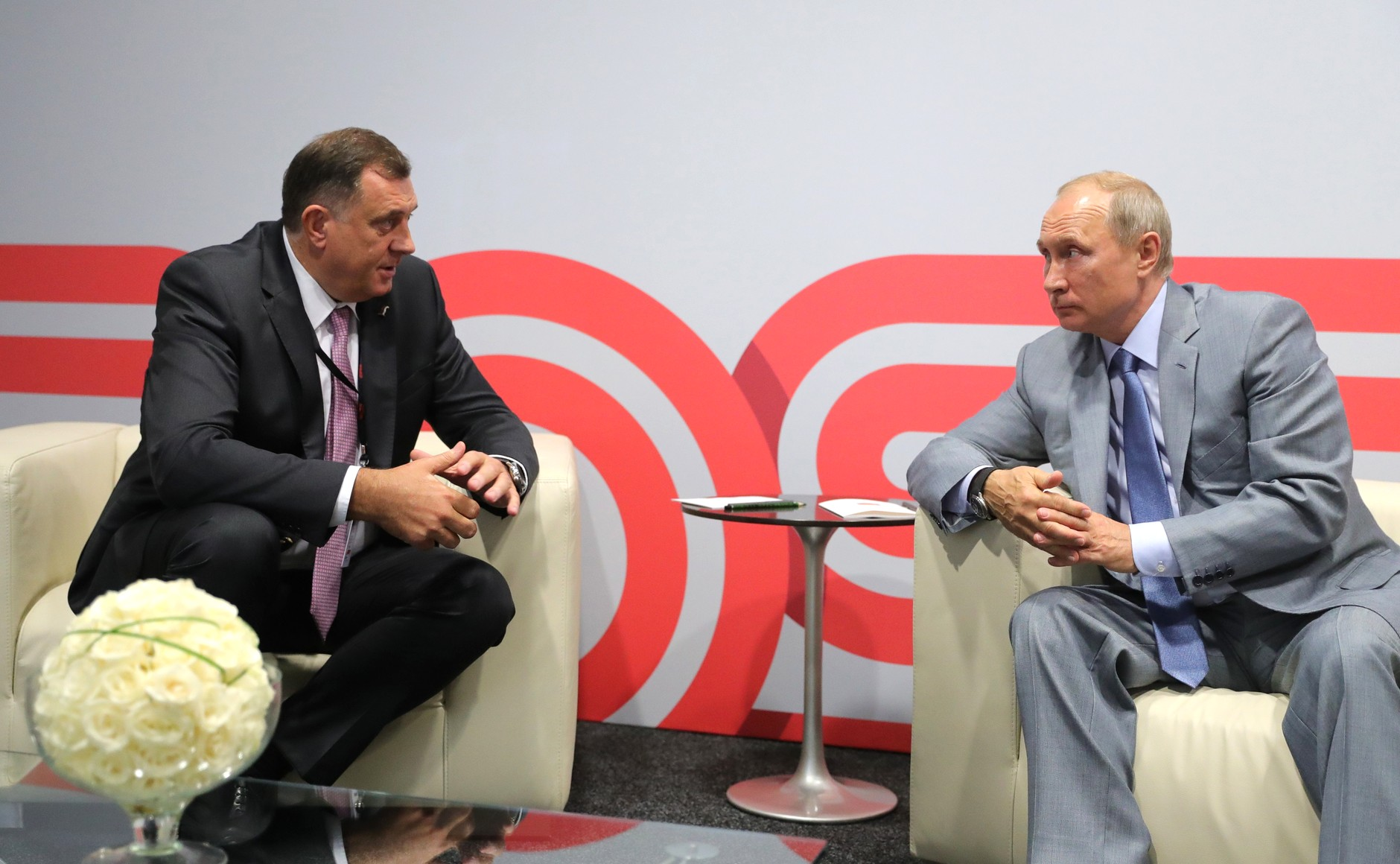
Встреча с Президентом России Владимиром Путиным.
Россия, Сочи, 30 сентября 2018 года

C 1986 по 1990 год был председателем исполнительного комитета муниципальной ассамблеи Лакташи. В 1990 году в ходе первых многопартийных выборов в Боснии и Герцеговине был избран депутатом народной скупщины СР БиГ от Союза реформистских сил Югославии. Во время войны в Боснии и Герцеговине был членом Народной скупщины Республики Сербской. Он основал клуб независимых депутатов в Скупщине, члены которого выступали против политики Сербской демократической партии, которая находилась у власти в военное время.

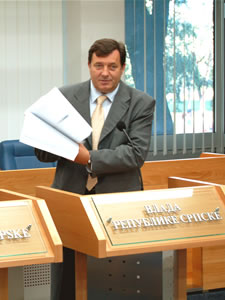
Додик (2007)

После подписания Дейтонских соглашений в 1996 году из клуба образовалась Партия независимых социал-демократов, и Додик стал её первым президентом. В проходившем в 1997 году противостоянии сторонников Радована Караджича и Биляны Плавшич Додик был на стороне Плавшич, которую поддерживали также международные структуры. На выборах в Народную скупщину Республики Сербской партия Додика получила только два мандата, но он стал в 1998 году премьер-министром Республики Сербской.
Додик был премьер-министром Республики Сербской первый раз в 1998—2001 годах. В 1998 году он ликвидировал республиканское агентство новостей СРНА. Вскоре разгорелся скандал между Додиком и президентом Республики Сербской Николой Поплашеном, который 8 марта 1999 года подписал указ о снятии премьера с должности. Но в борьбу вмешался Верховный представитель по Боснии и Герцеговине, который своим решением снял уже Поплашена с должности президента Республики Сербской. В том же месяце в знак протеста против отделения округа Брчко от Республики Сербской Додик сам подал в отставку, но её не принял Верховный представитель по Боснии и Герцеговине.
В 2006—2010 годах вновь был премьер-министром Республики Сербской. На президентских выборах в Республике Сербской 3 октября 2010 года был избран новым президентом Республики Сербской, получив 319 615 голосов (50,52 %). В 2006—2014 годах он блокировал попытки продвижения Боснии и Герцеговины в НАТО.
Во время кампании по проведению всеобщих выборов 2006 года, после обретения независимости Черногории, Додик заявил, что Республика Сербская не исключает своего права на проведение референдума о независимости. На выборах СНСД Додика набрал 46,9 % голосов, тогда как СДП набрал 19,5 %. Международное сообщество рассматривало его как умеренного демократического лидера Республики Сербской. Додик получил поддержку от западных стран, которые стремились изолировать сербских националистов. Они верили, что нашли альтернативу в Додике. После того, как он стал премьер-министром, Запад продолжал поддерживать его за счет сербских националистических партий. Западные страны пообещали, что, если Додик останется премьер-министром, Республика Сербская получит западную экономическую помощь. УВП и западные державы также хотели, чтобы он выполнил свое обещание вернуть 70 000 хорватских и боснийских беженцев в Республику Сербскую.
Как и было обещано, после того, как Додик победил на выборах, Республика Сербская получила финансовую помощь от Европейского Союза, эти деньги были использованы для выплаты заработной платы государственным служащим и полиции. В середине февраля 2007 года Додик отправился в Соединённые Штаты, где его приняла Мадлен Олбрайт. Она охарактеризовала его как «глоток свежего воздуха» и пообещала 3,6 миллиона евро на немедленную помощь. Республика Сербская также получила помощь от британского правительства в том же месяце. Министр иностранных дел Великобритании Робин Кук заявил перед Народной скупщиной Республики Сербской, что правительство Додика «в первые две недели сделало больше для улучшения жизни людей, чем его предшественник за два года».
Позже Додик стал самым влиятельным сербским политиком в Боснии и Герцеговине. Запад рассматривал его как «невозмутимого националиста и наибольшую угрозу хрупкому, многонациональному миру в Боснии и Герцеговине». После того, как он стал премьер-министром, Додик стал ещё более националистическим, чем СДП. Во время полицейской реформы в Республике Сербской Додику удалось создать для себя националистический профиль. Тем временем Харис Силайджич победил на выборах боснийского члена Президиума Боснии и Герцеговины. Будучи министром во время боснийской войны и близким соратником Алии Изетбеговича, Силайджич критиковал Республику Сербскую как геноцид и призывал к её отмене. Кроме того, Силайджич выступал за дальнейшую централизацию Боснии и Герцеговины.
В 2007 году Додик был гостем хорватского ток-шоу Nedjeljom u dva, в котором он, помимо прочего, обсуждал вопрос возвращения хорватских беженцев в Республику Сербскую и будущего статуса объединённой Боснии и Герцеговины. 5 мая 2008 года Додик и президент Сербии Борис Тадич открыли Парк Республики Сербской в Белграде.
1 июня 2008 года во время визита в Загребе Додик заявил, что операция «Буря» была актом этнической чистки против сербов и назвал её «величайшей этнической чисткой, совершённой после Второй мировой войны». Степан Месич раскритиковал Додика за то, что тот побудил недовольных сербов в Хорватии жить в Республике Сербской, в то время как он не пригласил боснийских и хорватских беженцев вернуться. Иво Банак, президент Хорватского Хельсинкского комитета, заявил, что Хорватия защищалась в то время, и подверг критике комментарии Додика как провокации.
12 декабря 2008 года Додик заявил, что мусульманским судьям нельзя разрешать председательствовать в делах в Республике Сербской. Додик уточнил, что «для РС неприемлемо, чтобы мусульманские судьи судили нас и выкидывали жалобы, обоснованные на законном основании. И мы думаем, что это только потому, что они мусульмане, боснийцы и что они негативно относятся к РС, и мы увидеть заговор, который был создан». Комментарии Додика были осуждены международными организациями, посольством США в Сараево и другими официальными лицами как «крайне шовинистические».
9 сентября 2009 года Додик и Борис Тадич, президент Сербии, открыли в Пале школу с названием «Сербия». Боснийские и хорватские члены трехстороннего президентства Боснии и Герцеговины не консультировались о поездке Тадича.
В ноябре 2012 года сообщалось, что прокуратура Германии начала расследование в отношении Додика и его сына по делу о коррупции с участием Hypo Alpe-Adria-Bank International. Расследование касалось «нескольких уголовных преступлений, включая фальсификацию документов, фальсификацию финансовых и деловых отчетов и мошенничество». Судебная система Боснии и Герцеговины сначала расследовала это дело после подачи жалобы, но «политическое давление вскоре остановило судебные органы и полицию в РС». По словам Домагоя Маргетича, хорватского журналиста, Додик подкупил его и угрожал ему, чтобы он не связывал его с историей дела Hypo Group Alpe Adria. 26 ноября 2012 года Верховный представитель по Боснии и Герцеговине Валентин Инцко сообщил, что в отношении президента Республики Сербской Милорада Додика и его семьи в Германии или Австрии не было проведено никакого расследования.
1 января 2017 года Управление по контролю за иностранными активами Министерства финансов США (OFAC) наложило санкции на Милорада Додика в соответствии с распоряжением 13304 и его ролью в оспаривании решений Конституционного суда Боснии и Герцеговины. «Препятствуя Дейтонским соглашениям, Милорад Додик представляет собой серьёзную угрозу суверенитету и территориальной целостности Боснии и Герцеговины», — сказал Джон Э. Смит, исполняющий обязанности директора Управления по контролю за иностранными активами. «Сегодняшние действия подчёркивают приверженность США Дейтонским соглашениям и поддерживают международные усилия по продолжению европейской интеграции страны». Любое имущество г-на Милорада Додика в пределах юрисдикции США должно быть заблокировано, а лицам, физическим или юридическим лицам США запрещено участвовать в деловых операциях с ним.
7 октября 2018 года Милорад Додик победил на выборах в Президиум Боснии и Герцеговины и занял пост сербского члена Президиума. Новым президентом Республики Сербской была избрана Желька Цвиянович.
11 апреля 2022 года Додик попал под санкции Великобритании. Основной причиной внесения Додика в санкционный список значится его деятельность на посту представителя боснийских сербов в Президиуме Боснии и Герцеговины, направленная на «подрыв территориальной целостности, суверенитета и стабильности Боснии и Герцеговины, используя язык ненависти для разжигания межэтнической напряженности, призывая к разделению Боснии и Герцеговины для создания независимой Республики Сербской и контролируя законодательные шаги по деградации/уничтожению государственных институтов».
В октябре 2022 года Додик был вновь избран президентом Республики Сербской.
В мае 2023 года, на фоне российского вторжения на Украину, он посетил Москву, пообещав на встрече с Владимиром Путиным не присоединяться к антироссийским санкциям и назвал российское вторжение вынужденной мерой.
В августе 2023 года против Додика было выдвинуто обвинение в неисполнении решения Верховного представителя по Боснии и Герцеговине. Обвинение было связано с тем, что в Республике Сербской был принят закон, согласно которому решения Верховного представителя больше не должны публиковаться в «Официальном вестнике». Верховный представитель по Боснии и Герцеговине Кристиан Шмидт отменил этот закон. Но Додик настаивал, что введёт закон в действие, и тогда Верховный представитель включил в уголовный кодекс статью об ответственности за неисполнение его решений. Однако Додик всё равно ввёл закон в действие. 26 февраля 2025 года боснийский суд по этому делу приговорил Додика к году тюрьмы и лишению права занимать государственные должности на шесть лет. Додик заявил: «Это решение, по сути, принято иностранцем, который не был назначен ООН и не имеет на это легитимных полномочий. Вполне естественно, единственное, что можно сделать в такой ситуации — не принимать во внимание решение этого суда».

## Личная жизнь
Женат на Снежане Додик, с которой у него двое детей. Будучи бывшим баскетболистом, он ростом 191 см (6 футов 3 дюйма).

## Высказывания

### Мнения о Тузле и Маркале
В 2009 году Додик публично отверг официальные версии об обстоятельствах массового убийства в Тузле и взрывах на Маркале в Сараево. Муниципалитет Тузлы предъявил обвинения Додику в связи с этими заявлениями. Город Сараево предъявил Додику уголовные обвинения в злоупотреблении властью и разжигании межнациональной, расовой и религиозной розни.
Управление Верховного представителя по Боснии и Герцоговине заявило, что Додик отрицает совершенные военные преступления, и заявило, что «когда такие искажённые факты исходят от должностного лица, наделённого высокой ответственностью, должностного лица, которое обязано соблюдать Дейтонские мирные соглашения и сотрудничать с Гаагским трибуналом, тогда они особенно безответственны и подрывают не только институты, ответственные за поддержание правопорядка, но и доверие к самому человеку».

### Мнение о Сребреницкой резне
21 апреля 2010 года правительство Додика инициировало пересмотр отчёта 2004 года, в котором говорилось, что число убитых было преувеличено, и этим докладом манипулировал бывший посланник мира. Управление Высокого представителя ответило, что: «Правительству Республики Сербской следует пересмотреть свои выводы и присоединиться к фактам и юридическим требованиям и действовать соответствующим образом, а не причинять эмоциональные страдания выжившим, пытать историю и унижать общественный имидж страны».
12 июля 2010 года, в 15-ю годовщину резни в Сребренице, Додик заявил, что признаёт убийства, произошедшие на месте, но не рассматривает произошедшее в Сребренице как геноцид, что отличается от выводов МТБЮ и Международного Суда юстиции. «Если произошел геноцид, то он был совершен против сербов этого региона, где массово убивали женщин, детей и стариков», — сказал Додик в отношении восточной Боснии.
В декабре 2010 года Додик осудил Совет по выполнению Мирного соглашения, международное сообщество из 55 стран, за то, что он назвал резню в Сребренице геноцидом. Совет подтвердил, что «нельзя забывать или отрицать геноцид в Сребренице, военные преступления и преступления против человечности, совершённые в ходе конфликта в Боснии и Герцеговине».

### Мнение о Сараевском убийстве
В июне 2014 года, к 100-летней годовщине Сараевского убийства, в Источно-Сараеве был торжественно открыт памятник Гавриле Принципу. Присутствовавший на церемонии открытия Милорад Додик заявил, что «сербы гордятся предками, боровшимися за сохранение своей идентичности».

### Чествование Радована Караджича
В марте 2016 года он назвал студенческое общежитие в Пале в честь лидера сербов военного времени Радована Караджича. Это событие произошло всего за несколько дней до того, как Международный уголовный трибунал по бывшей Югославии осудил Караджича за военные преступления.

## Награды
- Кавалер орденской цепи ордена Республики Сербии (Сербия, 2021 год)[41]
- Орден Неманича[42],
- Орден Республики Сербской на ленте[42],
- Орден Александра Невского (Россия, 6 июня 2023 года) — за большой вклад в развитие сотрудничества Российской Федерации с Боснией и Герцеговиной, укрепление партнёрства с Республикой Сербской[43][44]
- Орден Дружбы (Россия, 22 ноября 2011 года) — за вклад в развитие сотрудничества Российской Федерации с Боснией и Герцеговиной[45],
- Орден Святого Саввы I степени (Сербская православная церковь)[42],
- Орден Святого Короля Милутина (Сербская православная церковь, 29 июня 2014 года)[46],
- Орден Святого царя Константина (Сербская православная церковь, 2013 год)[47]
- Орден Святого гроба Господня (Иерусалимская православная церковь)[42].
- Орден Святого Николая Леличского (Валевская епархия Сербской православной церкви, 2015 год)[48]
- Почётный гражданин Баня-Луки (Босния и Герцеговина, 2008 год)[49]